# Проханов, Александр Андреевич
Алекса́ндр Андре́евич Проха́нов (род. 26 февраля 1938, Тбилиси, Грузинская ССР, СССР) — советский и российский писатель, прозаик, публицист, журналист, сценарист, общественный и политический деятель.
Главный редактор газеты «День» (1991—1993), «Завтра» (с 1993). Член секретариата Союза писателей России. Лауреат премии Ленинского комсомола (1982). Герой Труда Российской Федерации (2025).
Государственник, придерживается радикальных национал-имперских позиций. Критикует либеральную демократию.
Является автором идеи «Пятой империи» (работы «Пятая империя», «Симфония „Пятой империи“», «Технологии „Пятой империи“»), согласно которой Россия как успешное и независимое государство может существовать только в качестве империи. По мысли Проханова, в начале XXI века должно появиться Пятое царство (или Пятая империя), которое придёт на смену предшествовавшим русским империям — Киевской Руси, Московскому царству, «белому царству Романовых» и «красному» Советскому Союзу. Новая русская империя, согласно идее автора, соединит в себе весь предшествующий положительный духовный и ментальный опыт, став идеологической религиозно-мистической общностью — одновременно Градом небесным и Градом земным. Проект «Пятая империя» Александра Проханова и его медиакомплекса в позднейшее время соединился с идеологией «Русского мира».
Печатается с 1960 года. Первой книгой стал сборник очерков и рассказов о деревне «Иду в путь мой» (1971). Автор военно-политических романов «Дерево в центре Кабула» (1982), «В островах охотник» (1984; о Камбодже), «Африканист» (1984; о Мозамбике), «И вот приходит ветер» (1985; о Никарагуа), а также «Рисунки баталиста» (1988), «Шестьсот лет после битвы» (1990), «Последний солдат империи» (1993), «Чеченский блюз» (1998) и др. Роман-памфлет «Господин Гексоген» (2001) представляет собой соединение мистики и реальности. В книге «Поступь Русской Победы» (2012) представлены размышления о прошлом и будущем России.

## Биография
Предки Проханова по материнской линии были молокане. Спасаясь от религиозных преследований, они ушли с Тамбовщины и из Саратовской губернии в Закавказье. Его дед Александр Степанович Проханов был молоканским богословом и приходился родным братом Ивану Степановичу Проханову, — основателю и руководителю Всероссийского союза евангельских христиан (1911—1931) и вице-президенту Всемирного баптистского альянса (1911—1928). Двоюродный дядя А. А. Проханова, учёный-ботаник, остался в СССР после эмиграции И. С. Проханова, был арестован, но затем освобождён.
А. А. Проханов родился в 1938 году в Тбилиси. В 1942 году вместе с семьёй был эвакуирован в Чебоксары, где прожил до 1944 года.
В 1960 году Проханов окончил Московский авиационный институт, работал инженером НИИ. На последнем курсе вуза стал писать стихи и прозу.
В 1962—1964 годах «искал своё место»: работал лесником в Карелии, водил туристов в Хибины, принимал участие в геологической партии в Туве. В эти годы открыл для себя А. П. Платонова, увлёкся В. В. Набоковым.
Проханов много ездил по стране, неоднократно бывал в Афганистане и в других «горячих точках». В 1968 году начал работать в «Литературной газете». С 1970 года работал корреспондентом «Литературной газеты» в Афганистане, Никарагуа, Камбодже, Анголе и в других местах. Проханов одним из первых в 1969 году описал в своём репортаже события на острове Даманском во время советско-китайского пограничного конфликта.
В 1972 году Проханов стал членом Союза писателей СССР. С 1986 года активно публиковался в журналах «Молодая гвардия», «Наш современник», а также в «Литературной газете». С 1989 по 1991 год работал главным редактором журнала «Советская литература». Являлся членом редколлегии журнала «Советский воин». В КПСС не состоял.
В 1990 году подписал «Письмо семидесяти четырёх».
В декабре 1990 создал свою газету «День» и стал в ней главным редактором. 15 июля 1991 года газета опубликовала «антиперестроечное» обращение «Слово к народу». Газета стала одним из самых радикальных оппозиционных изданий России начала 1990-х годов и регулярно выходила до октябрьских событий 1993 года, после чего была закрыта властями.
В 1991 году, во время выборов президента РСФСР, Проханов был доверенным лицом кандидата генерала Альберта Макашова. Во время августовского путча Проханов поддерживает ГКЧП.
В сентябре 1993 года выступил в своей газете «День» против антиконституционных действий президента Ельцина, называя их государственным переворотом, и поддержал Съезд народных депутатов и Верховный Совет РФ. После танкового расстрела здания парламента (Верховного Совета) газета «День» была запрещена Министерством юстиции, что противоречило действовавшему законодательству, согласно которому это можно было сделать либо по решению суда, либо по указу президента. Редакция газеты подверглась разгрому ОМОНом, её сотрудники были избиты, имущество и архивы были уничтожены. Два номера уже запрещённой к тому моменту газеты были подпольно напечатаны в Минске как специальные выпуски коммунистической газеты «Мы и время».
5 ноября 1993 года зять писателя А. А. Худорожков учредил и зарегистрировал газету «Завтра», главным редактором которой стал Проханов. Ряд организаций обвиняет газету в публикации материалов: имперского, профашистского, антисемитского характера.
На президентских выборах 1996 года Проханов поддерживает кандидатуру кандидата от КПРФ Геннадия Зюганова. В 1997 году становится соучредителем Агентства патриотической информации. Дважды — в 1997 и 1999 годах подвергался нападениям неизвестных.
В 2002 году роман Проханова «Господин Гексоген» получает премию «Национальный бестселлер». В романе события российской истории 1999 года и, в частности, серия взрывов жилых домов в России, были представлены как результат заговора власти в ходе операции передачи власти от действующего президента Ельцина его преемнику Владимиру Путину.
Летом 2000 года Проханов пригласил в Москву отрицателя Холокоста и лидера Ку-клукс-клана Дэвида Дьюка.

Позднее Проханов, первоначально рассматривавший Путина, как человека, «выросшего из шинели Ельцина», пересмотрел своё отношение к нему, заявив, что Путин «жёстко остановил распад России», «отодвинул олигархов от руководства страны», «создал самолёт российской государственности». Эпоху Путина он охарактеризовал так: «… Мы переживаем период мощного исторического творчества, когда вновь создаётся государство Россия. Начиная с 1991 года его, по существу, не было. Вместо государства была липкая, мерзкая, отвратительная лужа, в которой сидело пьяное чудовище. На месте этой лужи ничего и никогда не должно было вырасти … А мы — опять вырастаем!».
В декабре 2011 года Проханов стал учредителем и главным редактором еженедельного сетевого издания «День-ТВ», которое позиционирует себя как антилиберальное и патриотическое, продвигающее «русскую идею» и православие. «Мы учитываем всю подцензурность как „официальных“, так и „либеральных“ СМИ».
18 июля 2012 года Владимир Путин подписал Указ «Об утверждении состава Совета по общественному телевидению», включив Александра Проханова в число членов этого совета. Является заместителем председателя Общественного совета при Министерстве обороны Российской Федерации.
В мае 2015 года во время заседания пленума Союза писателей России в Белгороде внёс изображение, изготовленное по заказу Изборского клуба художниками из города Рыбинска, названное «Икона „Богоматерь Державная“», где был представлен И. В. Сталин в окружении советских военачальников, которое затем было принесено на Прохоровское поле для участия в торжествах по поводу знаменитого танкового сражения, где некий «Афонский иеромонах Афиноген» совершил перед ней литию. В официальном пресс-релизе Белгородской митрополии сообщалось, что это не икона, а картина, написанная в «иконописном стиле», никто из изображённых на ней персонажей не причислен Русской православной церковью к лику святых, а некоторые из них были откровенными гонителями церкви. В пресс-релизе указано также, что эта картина — своеобразный манифест и иллюстрация идей так называемой «гражданской религии», которая противостоит богооткровенной религии и Православной церкви. Иеромонах Афиноген квалифицирован в нём как «карманный иеромонах» Проханова, который не имеет отношения к Белгородской митрополии.
В июне 2017 года Александр Проханов провёл беседу с президентом Азербайджана Ильхамом Алиевым.
В августе 2017 года выступил одним из 20 подписантов письма президенту Франции Эмманюэлю Макрону с просьбой помиловать отбывающего пожизненное тюремное заключение террориста Ильича Рамиреса Санчеса.
Увлекается рисованием в стиле примитивизма. Коллекционирует бабочек (в коллекции более 7000 экземпляров).
В 2023 году учредил движение «Русская мечта». Согласно международному журналистскому проекту Kremlin Leaks, финансированием занималось провластное АНО «Интеграция».
В ходе вторжения России на Украину в феврале 2025 г. на вырученные от литературной премии средства купил квадроцикл, который передал отряду «Ночные Волки» из состава «Дикой Дивизии Донбасса». Среди изменений, внесённых в конструкцию квадроцикла, — повёрнутое на 180 градусов заднее сиденье, превратившееся в позицию стрелка для ведения огня по дронам противника.

## Судебные процессы
В ноябре 2014 года суд обязал «Известия» опровергнуть статью Александра Проханова «Певцы и подлецы» от 17 августа. В статье содержалась информация о том, что Андрей Макаревич дал концерт на Украине перед украинскими военнослужащими, «которые сразу же после концерта отправились на позиции и из тяжёлых гаубиц долбили дома, школы и госпитали Донецка, разрывая на части донецких девочек». Суд также обязал Александра Проханова выплатить Андрею Макаревичу компенсацию за моральный вред в размере полумиллиона рублей. 28 января 2015 года Московский городской суд отменил решение нижестоящего суда и обязал газету разместить опровержение.

## Семья
Был женат на Людмиле Константиновне Прохановой (Фефеловой) (умерла в 2011 году). На момент их знакомства Людмила была художницей. Имеет двух сыновей и дочь: Андрей Фефелов (Проханов) — публицист, Главный редактор портала Завтра. Ру и телеканала День ТВ, генеральный директор издательства «Наше Завтра» (работает с 2012 года); Василий Проханов — фотограф и автор-исполнитель; Анастасия Худорожкова окончила текстильный институт, получив специальности дизайнера и художника.

## Взгляды
В начале 2000-х годов Проханов пришёл к идее, что новое российское государство не имеет «Идеи Развития». По его словам, этому способствовало его общение с философом и управленческим консультантом Сергеем Чернышёвым, сооснователем «Русского института» (1996). В это время Проханов принял проектный подход к развитию страны и общества. Если ранее Проханов критиковал кремлёвских политологов, то позднее вошёл в общение с ними и разделил их идеи.
Разработал концепцию «Пятой империи» (работы «Пятая империя», «Симфония „Пятой империи“», «Технологии „Пятой империи“»): Россия как успешное и независимое государство может существовать только в качестве империи. Согласно Проханову, в начале XXI века на смену предшествовавшим русским империям должно прийти Пятое царство, или Пятая империя: «…Первой русской Империей была Киевская  Русь. Второй — Московское царство Рюриковичей. Третьей — „белое царство“ Романовых. Четвёртой — „красный“ Советский Союз. Мы свидетели зарождения Пятой Империи» («Технологии „Пятой Империи“», 2007, с. 7). Новая русская империя, согласно автору, соединит в себе весь предшествующий положительный духовный и ментальный опыт, став идеологической религиозно-мистической общностью — одновременно «град небесный» и «град земной».
В книге «Технологии „Пятой Империи“» он писал: «Нет „Большого Проекта“, который оживит ржавую машину убитой цивилизации» (2007, с. 5, 296; книга в соавторстве с предпринимателем и философом Сергеем Кугушевым). Там же: «элементы субъекта развития налицо. Важно теперь, чтобы они осознали себя таковыми, нашли друг друга и превратились в единую коалицию света, противостоящую деградации и разрушению» (с. 299).
«Пятая Империя» противостоит остальному миру и существует за счёт постоянного расширения, что предполагает наличие преданных ей граждан. Предлагаемая Прохановым «Идея Развития» представлена как новая, воодушевляющая идеология, воспитание, объединение, задачи, которые ставит ТВ-канал Проханова. В той же книге он отмечал: «Это газета и базирующийся на ней медийный комплекс, включающий телепрограмму, издательство и мощный Интернет-портал» (с. 299). По мнению Проханова, «Медийная составляющая даёт возможность отшлифовать идеологию, скорректировать смыслы и выявить технологии „Пятой Империи“… Медийная составляющая выполнит роль своеобразного зеркала, всмотревшись в которое, имперские группы осознают себя таковыми, организуются, получат координаты точек взаимодействия друг с другом, протоколы общения, техники совместной работы, проекты, из которых прорастут общие дела» (там же). В рамках данного медиакомплекса был создан ТВ-канал «День». Проект «Пятая империя», продвигаемый Александром Прохановым и его медиакомплексом, в позднейшее время соединился с идеологией «Русского мира».
Книги Проханова, его статьи в газете «Завтра» и выступления на конференции «Русский мир против глобального рейха» (15 апреля 2023 года) указывают на предлагаемую медиакомплексом картину западного мира и предполагамого будущего (цитаты по книге «Технологии „Пятой Империи“»): «конец „западной модели“ неизбежен»; «пора прекратить демонизацию СССР»; «России грозит мировой коллапс, который ворвётся через каналы, которые мы оголтело роем в западную цивилизацию»; «наступят повсеместные сумерки демократии»; «русскость означает инаковость, отличность от мира»; «выход один — обратиться к сакральному ядру русской цивилизации…, предстоит трансформировать их в гуманитарные технологии и политический инструментарий, способный принести победу с исторически обречённой глобальной цивилизацией» и др.

## Литературная деятельность
Русский народ, считает Проханов, «всегда будет считать государство важнее маленького личного счастья».
Первые рассказы и очерки Александра Проханова публиковались в газете «Литературная Россия», в журналах «Кругозор», «Семья и школа», «Сельская молодёжь», «Олень». Особо успешным стал рассказ «Свадьба» (1967). Во второй половине 1960-х годов очерки и репортажи молодого писателя привлекают внимание читателей в СССР.
Первая книга Проханова «Иду в путь мой» (1971) вышла с предисловием Юрия Трифонова: «Тема России, народа русского для Проханова не дань моде и не выгодное предприятие, а часть души. Прозе молодого писателя присуща большая искренность». Сборник «Иду в путь мой» изображает русскую деревню с её обрядами, старомодной этикой, самобытными характерами и пейзажами. В 1972 году Проханов издал очерковую книгу «Неопалимый цвет» о проблемах советской деревни. В том же году при содействии Ю. В. Трифонова Проханова принимают в Союз писателей СССР. С 1985 года Проханов — секретарь Союза писателей РСФСР.
В начале 1970-х годов Проханов опубликовал ряд рассказов: «Жестяная птица», «Красный сок на снегу», «Двое», «Стан 1220», «Машинист транссибирской» (все — 1974), «Огненная купель» (1975) и другие. В 1974 году вышел второй сборник повестей и рассказов «Желтеет трава».
Основой первого романа «Кочующая роза» (1975), имеющего полуочерковый характер, стали впечатления писателя от поездок по Сибири, Дальнему Востоку и Средней Азии. В этом и в трёх последующих романах — «Время полдень» (1977), «Место действия» (1979) и «Вечный город» (1981) Проханов обращается к актуальным проблемам советского общества.

### Малая проза
В 1970—1990-х годах он создаёт несколько заметных рассказов и новелл: «Полина» (1976), «Незримая пшеница», «По лунному лучу», «Снег и уголь» (все — 1977), «Седой солдат» (1985), «Оружейник» (1986), «Караван», «Родненький», «Мусульманская свадьба», «Кандагарская застава» (все — 1989) и повестей: «Адмирал» (1983), «Светлей лазури» (1986), «Знак Девы» (1990) и другие. За рассказ «Мусульманская свадьба» (как лучший рассказ года) Проханов получил премию имени А. П. Чехова.

### «Горящие сады»
С начала 1980-х годов писатель начинает работать в жанре военно-политического романа, материалом для новых произведений служат его многочисленные командировки. Романы-путешествия «Дерево в центре Кабула», «В островах охотник…», «Африканист», «И вот приходит ветер» образуют тетралогию «Горящие сады», созданную по следам событий и характеризующуюся напряжённым развитием сюжета.

### Афганская тема
Позднее Проханов вновь обращается к афганской теме. Главным героем романа «Рисунки баталиста» (1986) является художник Веретенов, который по заданию редакции отправляется в Афганистан с целью сделать серию рисунков советских солдат и желанием увидеть сына-военнослужащего. В романе «Шестьсот лет после битвы» (1988) рассказывается о демобилизованных солдатах, служивших в Афганистане.

### «Семикнижие»
«Семикнижие» Александра Проханова — серия из семи романов, главный герой которых — генерал Белосельцев, обладающий уникальным опытом видения и созерцания.
В «Семикнижие» входят романы:
1. «Сон о Кабуле»[44]
2. «И вот приходит ветер»
3. «В островах охотник»
4. «Африканист»
5. «Последний солдат империи»
6. «Красно-коричневый»
7. «Господин Гексоген»

### «Господин Гексоген»
Роман «Господин Гексоген» (2002) привлёк внимание критиков и общественности. В нём рассказывается о заговоре спецслужб, олигархов и политиков разных направлений. Целью заговора является смена власти в стране путём её передачи от дряхлого Истукана молодому Избраннику. Заговорщики используют убийства, кремлёвские интриги, взрывы домов, провокации и т. п. За роман «Господин Гексоген» 31 мая 2002 года писателю была вручена литературная премия «Национальный бестселлер».

### «Поступь русской победы»
В 2012 году Проханов выпустил книгу «Поступь русской победы» в необычном для себя жанре. Книга повествует об идеологиях современной России и представляет историю России в виде так называемых «четырёх империй»: Киево-Новгородская Русь, Московское царство, Российская империя Романовых, Сталинская империя. Имперское мироощущение, с этой позиции, является центральным для русского сознания, равно как и попытка воплотить Царство Божье на Земле. Центральным сюжетом книги является идея «Пятой империи», которая, по мнению писателя, уже зарождается в современной России. Книга состоит из 4-х частей:
- «Гимны русской победы» — содержит тезисы общего характера об образе грядущей «Пятой империи».
- «Марши русской победы» — рассказывает о промышленных (прежде всего, оборонных) заводах — Севмаш, НПО имени С. А. Лавочкина и прочие.
- «Псалмы русской победы» — повествует о русских монастырях и приходах как нравственном стержне России.
- «Коды русской победы» — размышления о Евразийском Союзе как предтече «Пятой империи»[47].

## Книги

### На русском языке
1971
- А. А. Проханов. Иду в путь мой. — М.: Советская Россия, 1971. — 304 с.
  - А. А. Проханов. Иду в путь мой / Редактор: А. В. Петров. — 2-е. — М.: Молодая гвардия, 2003. — 304 с. — (Литературный пасьянс). — ISBN 5-235-02604-7.
    - А. А. Проханов. Иду в путь мой. — 3-е. — М.: Вече, 2012. — 384 с. — 2000 экз. — ISBN 978-5-4444-0054-8.
- Письма о деревне.

1972
- А. А. Проханов. Неопалимый цвет. — М.: Советская Россия, 1972. — 61 с. — (Письма из деревни).

1974
- А. А. Проханов. Желтеет трава / Ил.: А. Т. Троянкер. — М.: Советский писатель, 1974. — 343 с.

1975
- А. А. Проханов. Во имя твоё. — М.: Советская Россия, 1975. — 72 с. — (Человек среди людей).
- А. А. Проханов. Отблески Мангазеи. — М.: Советская Россия, 1975. — 80 с. — (Письма с заводов и строек. Писатель и время).

1976
- А. А. Проханов. Кочующая роза. — 1-е. — М.: Молодая гвардия, 1976. — 253 с.
  - А. А. Проханов. Кочующая роза. — 2-е. — М.: Современник, 1983. — 288 с.

1977
- А. А. Проханов. Время полдень. — М.: Профиздат, 1977. — 288 с. — (Библиотека рабочего романа). — 75 000 экз.

1980
- Место действия.

1981
- А. А. Проханов. Вечный город. — М.: Советский писатель, 1981. — 320 с. — 30 000 экз.

1982
- А. А. Проханов. Дерево в центре Кабула / Художник В.Медведев. — М.: Советский писатель, 1982. — 240 с.

1984
- А. А. Проханов. В островах охотник. — М.: Молодая гвардия, 1984. — 400 с. — 100 000 экз.
- А. А. Проханов. Горящие сады / Редактор О. Г. Маркова, художник В. Фатехов. — М.: Советский писатель, 1984. — 608 с. — 100 000 экз.
- Ядерный щит.

1985
- А. А. Проханов. И вот приходит ветер. — М.: Советский писатель, 1985.

- На дальних рубежах.
- Светлей лазури.

1988
- Там, в Афганистане.
- А. А. Проханов. Избранное. — М.: Московский рабочий, 1988. — 430 с. — ISBN 5-239-00019-0.

1989
- А. А. Проханов. Рисунки баталиста (Роман). — Доп. переизд.. — М.: Молодая гвардия, 1989. — 270 с. — ISBN 5–235–00445–0.
- Записки на броне.
- 600 лет после битвы

1993
- А. А. Проханов. Последний солдат империи (первоначальная версия).. — М.: Сашко, Ковчег, 1993. — 432 с. — (Русская рулетка). — ISBN 5-87639-001-1.

1994
- А. А. Проханов. Ангел пролетел. — М.: Современный писатель, 1994. — 384 с. — 5000 экз. — ISBN 5-265-02949-4.

1995
- А. А. Проханов. Дворец. — М.: Олма-Пресс, Ковчег, 1995. — 416 с. — 16 000 экз. — ISBN 5-87639-020-8.[48]

1996
- А. А. Проханов. Зюганов. Портрет лидера. — М.: Информпечать, 1996. — 30 с.

1998
- А. А. Проханов. Чеченский блюз. — М.: Центркнига, 1998. — 368 с. — 11 000 экз. — ISBN 5-7993-0019-X.

1999
- Красно-коричневый.
- Слово, пронесённое сквозь ад (сборник передовиц Проханова, рисунков Г. Животова и стихов Е. Нефёдова).

2001
- А. А. Проханов. Господин Гексоген. — М.: Эксмо, 2001. — 820 с. — (Семикнижие). — ISBN 978-5-699-22219-3.
- А. А. Проханов. Война с Востока / Иллюстратор: Геннадий Животов. — М.: ИТРК, 2001. — 824 с. — 5000 экз. — ISBN 5-88010-099-5.

2002
- Африканист.
- А. А. Проханов. Идущие в ночи. — М.: ИТРК, 2002. — 400 с. — ISBN 5-88010-115-0.

2003
- Последний солдат империи (окончательная версия).
- А. А. Проханов. Крейсерова соната. — М.: Ад Маргинем Пресс, 2003. — 512 с. — (Коллекция ТРЭШ). — ISBN 5-93321-074-9.

2005
- Хроника пикирующего времени (сборник передовиц газеты «Завтра»). Екатеринбург, «Ультра. Культура» ISBN 5-9681-0058-3, 3000 экз.
- Надпись. М., Ad marginem.
- Политолог.

2006
- Седой солдат.
- А. А. Проханов. Теплоход «Иосиф Бродский» / Ответственный редактор Илья Кормильцев, художники К. Иванов, А. Касьяненко, К. Звездочётов. — Екатеринбург: Ультра. Культура, 2006. — 624 с. — ISBN 5-9681-0140-0.
- Симфония «Пятой империи».

2007
- За оградой Рублёвки.
- Выбор оружия (Африканист).
- Матрица войны (В островах охотник).
- Контрас на глиняных ногах (И вот приходит ветер).
- Восточный бастион (Сон о Кабуле).
- Среди пуль (Парламент в огне, Красно-коричневый).
- Гибель красных богов (Последний солдат империи).
- Пятая империя.
- Свой-чужой.

2008
- Холм.
- ХАМАС — школа героев («ХАМАС — слава героям», «ХАМАС — хвала героям»).

2009
- Виртуоз.

2010
- А. А. Проханов. Око. — Амфора, 2010. — 672 с. — ISBN 978-5-367-01333-7.
- Истребитель (первоначально «Скорость тьмы»).
- Собрание сочинений: в 15 томах

2011
- Алюминиевое лицо.
- Хождение в огонь.
- Наскальная книга.
- Русский.
- Путин, в которого мы верили (Четыре цвета Путина).

2012
- Человек звезды.
- Поступь русской победы.

2013
- Время золотое.

2014
- А. А. Проханов. Крым. — М.: Центрполиграф, 2014. — 384 с. — (Имперская коллекция). — 7000 экз. — ISBN 978-5-227-05618-4.
- А. А. Проханов. Русский вихрь / Редактор: И. Шурыгина. — М.: Книжный клуб «КниговеК», 2014. — 464 с. — ISBN 978-5-4224-0848-1.

2015
- А. А. Проханов. Убийство городов. — М.: Эксмо, 2015. — 320 с. — (Претендент на Букеровскую премию). — 2000 экз. — ISBN 978-5-699-79765-3.

2016
- А. А. Проханов. Губернатор. — М.: Центрполиграф, 2016. — 318 с. — (Современная проза). — ISBN 978-5-227-06553-7.
- А. А. Проханов. Новороссия, кровью умытая / Редактор: О. Ильинская. — М.: Книжный Клуб Книговек, 2016. — 368 с. — ISBN 978-5-4224-1027-9.
- А. А. Проханов. Востоковед. — М.: Центрполиграф, 2016. — 286 с. — (Военная коллекция). — 3000 экз. — ISBN 978-5-227-07029-6.

2017
- А. А. Проханов. Русский камень / Художник: Барбышев Филипп. — М.: Книжный Клуб Книговек, 2017. — 240 с. — ISBN 978-5-4224-1294-5.
- А. А. Проханов. Убить колибри. — М.: Эксмо, 2017. — 320 с. — (Имперские романы Проханова). — 2500 экз. — ISBN 978-5-699-95809-2.
- А. А. Проханов, Андрей Фурсов, Леонид Ивашов и др. Глобальные элиты в схватке с Россией / составление, литературная редакция Владимир Винников. — М.: Книжный мир, 2017. — 509 с. — (Коллекция Изборского клуба). — 1000 экз. — ISBN 978-5-9909393-3-2.
- А. А. Проханов. Покайтесь, ехидны! / Художник: Барбышев Филипп. — М.: Книжный Клуб Книговек, 2017. — 224 с. — ISBN 978-5-4224-1358-4.

2018
- А. А. Проханов. Подлётное время. — М.: Терра, 2018. — 172 с. — ISBN 978-5-4224-1426-0.
- А. А. Проханов. Паола Боа. — М.: Вече, 2018. — 380 с. — 1000 экз. — ISBN 978-5-4484-0122-0.
- А. А. Проханов. Гость / Редактор: Бояшов Илья Владимирович. — Лимбус Пресс, Издательство К. Тублина, 2018. — 240 с. — 1500 экз. — ISBN 978-5-8370-0844-3.

2019
- А. А. Проханов. Певец боевых колесниц. — М.: Флюид ФриФлай, 2019. — 313 с. — 1000 экз. — ISBN 978-5-906827-05-0.
- А. А. Проханов. Охотники за караванами. — М.: Вече, 2019. — 525 с. — 800 экз. — ISBN 978-5-4484-0924-0.
- А. А. Проханов. Пятый Сталин. — М.: Вече, 2019. — 204 с. — ISBN 978-5-4484-1179-3.
- А. А. Проханов, Н. Стариков, Ф. Папаяни ; с предисловием Николая Старикова. Словарь патриота Отечества. — СПб.: Питер, 2019. — 251 с. — 2000 экз. — ISBN 978-5-4461-0809-1.
- А. А. Проханов, Сергей Глазьев, Михаил Делягин, Леонид Ивашов и др. Здравствуй мобилизация? русский рынок: как и когда? / составление, литературная редакция Владимир Винников. — М.: Книжный мир, 2019. — 507 с. — (Коллекция Изборского клуба). — 1000 экз. — ISBN 978-5-6041886-5-1.
- А. А. Проханов. В поисках русской мечты / составление, литературная редакция Владимир Винников. — М.: Книжный мир, 2019. — 494 с. — (Коллекция Изборского клуба). — ISBN 978-5-6042990-5-0.

Собрания сочинений
- Собр. соч.: в 15 т. — М.: Книжный клуб «Книговек», 2010. — ISBN 978-5-4224-0132-1.

### Зарубежные издания
На английском языке
- 1983 — Дерево в центре Кабула — «A Tree in the Centre of Kabul».

На болгарском языке
- 1985 — Вечный город — «Вечният град».
- 1988 — «Живот между изстрели» (Жизнь между выстрелами).

На голландском языке
- Дерево в центре Кабула.

На ирландском языке
- Дерево в центре Кабула.

На испанском языке
- 1984 — Дерево в центре Кабула — «El arbol en el centro de Kabul».

На китайском языке
- Дворец.
- 2003 — Господин Гексоген — «黑炸药先生».

На немецком языке
- Вечный город.
- 2008 — За оградой Рублёвки — «Jenseits russischer Villenzäune: Surrealität des menschlichen Daseins im heutigen Russland» (За оградой русской виллы: сюрреалистичность человеческого существования в современной России).

На польском языке
- 2005 — Господин Гексоген — «Operacja Heksogen».

На чешском языке
- Вечный город.

## Работа на радио и телевидении
- 2007—январь 2014 — постоянный гость радиопередачи «Особое мнение» на радиостанции «Эхо Москвы» (по средам в 19:05). Своё прекращение сотрудничества с радиостанцией объяснил так: «Я работаю здесь как журналист… Я не журналист. Мне хочется поговорить с миром, с моими друзьями как художник, как писатель, как философ, как проповедник и исповедник, потому что я прожил гигантскую жизнь и мне хотелось бы рассказать об этой жизни моим слушателям»[49]. С июня 2019 года периодически появляется в эфирах радиостанции в качестве гостя.
- С сентября 2009 года — на радиостанции «Русская служба новостей» по понедельникам в 21:05 принимает участие в передаче «Солдат империи», а с января 2014 года по понедельникам в 20:05 участвует в программе «Без вопросов».
- 2003—2009 — один из постоянных участников телевизионного ток-шоу Владимира Соловьёва «К барьеру!».
- С 2010 года — один из постоянных участников телевизионного ток-шоу Владимира Соловьёва «Поединок».
- С 2013 года — один из ведущих рубрики «Реплика» на телеканале «Россия 24».

## Признание

### Государственные награды
- Герой Труда Российской Федерации (30 мая 2025) — за особые заслуги в развитии отечественной культуры и литературы[50].
- Орден Александра Невского (10 июля 2023) — за активную общественную деятельность[51].
- Орден Трудового Красного Знамени (16 ноября 1984).
- Орден Дружбы народов (10 мая 1988) — за заслуги в развитии советской литературы[52].
- Орден «Знак Почёта» (7 августа 1981).
- Премия Ленинского комсомола (1982) — за роман «Дерево в центре Кабула».

### Общественные награды
- Премия «Слово» (2024).
- Орден Святого благоверного великого князя Александра Невского I степени (Русская православная церковь, 2023)[53][54].
- Премия имени К. А. Федина (1980).
- Золотая медаль имени А. А. Фадеева (1987).
- Премия МО СССР (1988).
- Премии журналов «Знамя» (1984), «НС» (1990, 1998).
- Международная Шолоховская премия (1998).
- Медаль «Защитнику Приднестровья».
- Премия «Честь имею» (2001).
- Бунинская премия (2009) — за подшивку передовиц газеты «Завтра» за 2008 год и сборник «Симфонии Пятой империи».
- 23 марта 2010 года в номинации «Лучший главный редактор/издатель общественно-политического средства массовой информации» награждён премией «Власть № 4» учреждённой Институтом общественного проектирования и «Клубом 4 ноября» (как главный редактор газеты «Завтра»).
- Всероссийская литературная премия им. Н. С. Лескова «Очарованный странник» (2012)[55].
- Международная литературная премия «Белые журавли России» (2013)[56].
- Премия «Золотой Дельвиг» (2013) — «За выдающийся вклад в русскую прозу и обогащение жанра политического романа».
- Международная премия Ким Ир Сена (2016) — «за публицистическую деятельность, вносящую заметный вклад в создание мощной России, достижение глобальной независимости и мира, дружбы, единства, прогресса и процветания среди различных стран мира»[57].
- Медаль «За освобождение Крыма и Севастополя» (17 марта 2014) — за личный вклад в возвращение Крыма в Россию[58].

## Оценки
Идея Проханова о Пятой империи оказала влияние на писателя Виктора Пелевина.
По мнению Юрия Полякова, «его <Проханова> воспринимают только как главного редактора газеты „Завтра“, но по эстетике Проханов постмодернист, а по направлению, по идеологии — имперский писатель. Это достаточно редкое сочетание».
По мнению немецкого слависта Вольфганга Казака, для произведений Проханова характерна «банальная, слащавая манера письма, основанная на бесстыдной лжи и перенасыщенная дешёвыми украшающими эпитетами».
«Взгляд»:

Композиция редко удаётся Проханову. Его романы более всего напоминают серию ярких «картинок» или большущий цикл передовиц. Сами по себе эти «передовицы» хороши, но вот склеены неумело, текст распадается по швам. Проханов умеет создавать колоритных, воистину босхианских персонажей, но запоминающегося положительного героя он не создал. Все эти Белосельцевы, Хлопьяновы, Сарафановы пассивны и скучны. Сюжет обычно развивается как самораскрытие заговора, но здесь автор не проявляет изобретательности. Сюжетные схемы кочуют из романа в роман. Наконец, Проханов не любит и не умеет редактировать собственные тексты. Более того, он их, кажется, не перечитывает

По мнению «Литературной газеты»: «…боевые нулевые (2000-е годы — прим.) показали, что антикоммунизм и либерализм не годятся в качестве государственной идеологии, и первым об этом возвестил Проханов».
Ольга Славникова:

…вещь Проханова — вне литературы абсолютно, это сгусток пошлости и безвкусицы. Правда, я читала её «на языке оригинала» — в газете «Завтра». Не захотела, извините, платить деньги за эту книгу. Ну, вы знаете, «Ad Marginem» может убрать фразы типа «некоторые из которых занимались наркотиками», но в целом книга всё равно останется написанной так, как она написана… <…> Тем более писать так, как пишет Проханов, очень несложно… Такую прозу можно писать километрами. С её пресловутыми метафорами, которые представляют собой по большей части пафосные фальшивки…

За характер публикаций и выражаемую позицию от некоторых публицистов получил прозвище «Соловей Генштаба». По мнению Meduza, Проханов придерживается имперских взглядов; по данным Голоса Америки является сталинистом-имперцем и одним из самых радикальных консервативных идеологов

## Санкции
7 января 2023 года, на фоне вторжения России на Украину, попал под санкции Украины как член «Изборского клуба», сообщества «пропагандистско-идеологической агрессии России против Украины», на сайте которого «приведена дискредитирующая, очерняющая и представляющая в негативном свете Украину информация, ставящая под сомнение право украинской нации на самоопределение и собственную государственность, содержит призывы к нарушению территориальной целостности Украины, искажает историю».

## Произведения в искусстве

### Театральные постановки
- 1984 — Иду в путь мой (по роману «Дерево в центре Кабула»; СССР, Чечено-Ингушский драматический театр; драматург А. Проханов, Л. Герчиков, постановщик Р. Хакишев, художественный руководитель М. Солцаев; гастроли: Москва — 1984, сцена МХАТ на Тверском бульваре, Ленинград — 1986)

### Экранизации
- 1972 — Отчизна (автор сценария в соавторстве с В. Комиссаржевским; СССР, Центрнаучфильм, реж. А. Косачёв, В. Капитановский, С.Прошин, Ф.Фролов)
- 1983 — Место действия (по мотивам одноим. романа; СССР, Ленфильм, реж. А. Граник, сцен. Р. Тюрин)
- 1988 — Шурави (автор сценария в соавторстве с С. Ниловым; СССР, Мосфильм, реж. С. Нилов)
- 1988 — За всё заплачено (автор сценария в соавторстве с А. Салтыковым, по мотивам одноим. повести А. Смирнова СССР, ТО «Экран», реж. А. Салтыков)
- 1991 — Ущелье духов (автор сценария в соавторстве с С. Ниловым; СССР, Мосфильм — Туркменфильм, реж. С. Нилов)
- 2010 — Охотники за караванами (по мотивам повести «Охотник за караванами» и рассказа «Мусульманская свадьба»; Россия, ГК «Star Media», реж. С. Чекалов, сцен. В. Бочанов)
- 2023 — Ополченец (по мотивам романа; Россия, реж. И. Казанков)

### Телевидение
- 2012 — Солдат империи (телеканал «Россия-1»)
- Страсти по государству (телеканал «Россия-1»)
- 2018 — Пятая империя (телеканал «Россия-24»[74])

### Интересное
- Выведен в образе писателя Порохова в скандальном романе-поэме Сергея Соколкина «Rusкая чурка» (Рипол классик, 2014, 2015).
- В романе Владимира Сорокина «Сахарный Кремль» изображён в образе «Порхановны, известной кликуши московской».
- В биографической книге Льва Данилкина «Человек с яйцом. Жизнь и мнения Александра Проханова».

## Интервью
- Все интервью Александра Проханова на радио «Эхо Москвы» // echo.msk.ru
- Все интервью Александра Проханова на радио // rusnovosti.ru «Русская Служба Новостей»
- Интервью Александра Проханова на сайте «ИА Кремлёвская пресса» // kremlinpress.ru
- Проханов: «Я в Москве представляю ХАМАС. Моё имя — Ахмад», 13 января 2012 г. // txt.newsru.co.il
- Фото-свидетельства: Проханов был в Газе в конце декабря, 15 января 2012 г. // txt.newsru.co.il
- Александр Проханов в подкасте «Лаовайкаст»